# يان بوتينغ
يان بوتينغ (بالإنجليزية: Ian Botting)‏ هو لاعب اتحاد الرغبي نيوزيلندي، ولد في 18 مايو 1922 في دنيدن في نيوزيلندا، وتوفي في 9 يوليو 1980 في كرايستشرش في نيوزيلندا بسبب حادث مرور.